# Indy Lights 2013
De Indy Lights 2013 was het achtentwintigste kampioenschap van de Indy Lights. Het seizoen bestond uit 12 races, vijf oval ciruits, vijf straatcircuits en twee wegraces.

## Teams en rijders
Alle teams reden met een Dallara IPS-chassis en met een 3.5 L Infiniti V8-motor en met Firestone Firehawk banden.
| Team                                           | Nr | Rijders             | Sponsor(s)                                    | Races |
| ---------------------------------------------- | -- | ------------------- | --------------------------------------------- | --- |
| Schmidt Peterson Racing                        | 7  | Gabby Chaves        | CO Columbia                                   | Alle |
| Schmidt Peterson Racing                        | 8  | Sage Karam          | Comfort Revolution                            | Alle |
| Schmidt Peterson Racing                        | 67 | Kyle O'Gara         | Moynahan Williams                             | Reed de Firestone Freedom 100 (in samenwerking met Sarah Fisher Hartman Racing) en de laatste race in Californië |
| Schmidt Peterson Racing                        | 77 | Jack Hawksworth     | Lucas Oil                                     | Alle |
| Team Moore Racing                              | 2  | Juan Pablo García   | XtremeDrilling&Coil                           | Reed de eerste tien races, verkaste toen naar het team van Belardi Auto Racing                                   |
| Team Moore Racing                              | 2  | Peter Dempsey       | XtremeDrilling&Coil                           | Reed alleen in Houston                                                                                           |
| Team Moore Racing                              | 22 | Ethan Ringel        | TMR / ReedSmith / XtremeDrilling&Coil         | Reed alleen de eerste race                                                                                       |
| Team Moore Racing                              | 22 | Victor Carbone      | TMR / ReedSmith / XtremeDrilling&Coil         | Reed alleen de tweede race, verving Ethan Ringel                                                                 |
| Team Moore Racing                              | 22 | Mikaël Grenier      | TMR / ReedSmith / XtremeDrilling&Coil         | Reed alleen de derde race, verving Vitor Carbone                                                                 |
| Team Moore Racing                              | 22 | Jimmy Simpson       | TMR / ReedSmith / XtremeDrilling&Coil         | Reed alleen de vierde race, verving Mikaël Grenier                                                               |
| Team Moore Racing                              | 22 | Conor Daly          | TMR / ReedSmith / XtremeDrilling&Coil         | Reed alleen de elfde race, verving Jimmy Simpson                                                                 |
| Andretti Autosport AFS Racing                  | 12 | Zach Veach          | Team K12 / Replay XD / ADS                    | Alle |
| Andretti Autosport AFS Racing                  | 26 | Carlos Muñoz        | Automatic Fire Sprinklers / Dialy-Ser         | Alle |
| Belardi Auto Racing                            | 4  | Jorge Goncalvez     | Momo / Venezuela                              | Alle |
| Belardi Auto Racing                            | 5  | Peter Dempsey       | Liberty Engineering / Slick Locks             | Reed de eerste tien races, verkaste daarna naar het team van Moore Racing                                        |
| Belardi Auto Racing                            | 5  | Juan Pablo García   | Liberty Engineering / Slick Locks             | Reed alleen de laatste twee races, verving Peter Dempsey                                                         |
| Belardi Auto Racing                            | 6  | Giancarlo Serenelli | Liberty Engineering / Slick Locks / Venezuela | Reed de laatste drie races                                                                                       |
| Bryan Herta Autosport Jeffrey Mark Motorsports | 28 | Chase Austin        |                                               | Reed alleen in Indianapolis                                                                                      |
| Bryan Herta Autosport Jeffrey Mark Motorsports | 28 | Axcil Jefferies     |                                               | Reed alleen in Mis-Ohio en Houston                                                                               |
| MDL Racing                                     | 56 | Matthew Di Leo      | RES Precast inc.                              | Reed in Long Beach, Toronto, Mid-Ohio, Baltimore en Houston                                                      |
| Pabst Racing                                   | 17 | Dalton Kellett      |                                               | Reed alleen in Baltimore                                                                                         |

## Races
| Race | Datum                       | Racenaam                                 | Circuit                         | Locatie            |
| ---- | --------------------------- | ---------------------------------------- | ------------------------------- | ------------------ |
| 1    | 23 tot 24 maart             | Grand Prix of St. Petersburg             | Stratencircuit Saint Petersburg | St. Petersburg, FL |
| 2    | 6 tot 7 april               | Legacy Indy Lights 100                   | Barber Motorsports Park         | Birmingham, AL     |
| 3    | 20 tot 21 april             | Grand Prix of Long Beach                 | Stratencircuit Long Beach       | Long Beach, CA     |
| 4    | 24 mei                      | Firestone Freedom 100                    | Indianapolis Motor Speedway     | Speedway, IN       |
| 5    | 14 tot 15 juni              | Milwaukee Indyfest                       | Milwaukee Mile                  | West Allis, WI     |
| 6    | 22 tot 23 juni              | Iowa Speedway 100                        | Iowa Speedway                   | Newton, IA         |
| 7    | 6 tot 7 juli                | Pocono Race                              | Pocono Raceway                  | Long Pond, PA      |
| 8    | 12 tot 13 juli              | Honda Indy Toronto                       | Stratencircuit Toronto          | Toronto, ON        |
| 9    | 3 tot 4 augustus            | The Honda Indy 200                       | Mid-Ohio Sports Car Course      | Lexington, OH      |
| 10   | 31 augustus tot 1 september | Grand Prix of Baltimore Presented by SRT | Stratencircuit Baltimore        | Baltimore, MD      |
| 11   | 5 tot 6 oktober             | Grand Prix of Houston                    | Reliant Park                    | Houston, TX        |
| 12   | 18 tot 19 oktober           | INDYCAR World championships              | Auto Club Speedway              | Fontana, CA        |

## Uitslagen
| Pos | Rijder              | STP | BAR | LBH | INDY | MIL | IOW | POC | TOR | MOH | BAL | HOU | FON | Punten |
| --- | ------------------- | --- | --- | --- | ---- | --- | --- | --- | --- | --- | --- | --- | --- | ------ |
| 1   | Sage Karam          | 3   | 4   | 3   | 3    | 1   | 1*  | 2   | 6   | 8   | 2   | 1*  | 3   | 460    |
| 2   | Gabby Chaves        | 8   | 3   | 2   | 2    | 4   | 2   | 3   | 3   | 1*  | 3   | 2   | 2   | 449    |
| 3   | Carlos Muñoz        | 7   | 1*  | 1*  | 4*   | 2   | 8   | 1*  | 4   | 4   | 9   | 12  | 1*  | 441    |
| 4   | Jack Hawksworth     | 1*  | 2   | 8   | 10   | 8   | 3   | 5   | 1*  | 3   | 1*  | 6   | 9   | 412    |
| 5   | Peter Dempsey       | 2   | 6   | 10  | 1    | 6   | 4   | 7   | 2   | 2   | 4   | 9   |     | 360    |
| 6   | Jorge Goncalvez     | 6   | 5   | 4   | 6    | 7   | 5   | 8   | 8   | 9   | 5   | 4   | 5   | 336    |
| 7   | Zach Veach          | 5   | 9   | 9   | 5    | 3*  | 7   | 4   | 7   | 5   | 8   | 10  | 4   | 333    |
| 8   | Juan Pablo García   | 4   | 8   | 6   | 9    | 5   | 6   | 6   | 5   | 6   | DNS | 8   | 6   | 312    |
| 9   | Matthew Di Leo      |     |     | 5   |      |     |     |     | 9   | 10  | 6   | 11  |     | 119    |
| 10  | Giancarlo Serenelli |     |     |     |      |     |     |     |     | 11  | 7   | 7   | 7   | 97     |
| 11  | Axcil Jefferies     |     |     |     |      |     |     |     |     | 7   |     | 5   |     | 56     |
| 12  | Kyle O'Gara         |     |     |     | 11   |     |     |     |     |     |     |     | 8   | 43     |
| 13  | Conor Daly          |     |     |     |      |     |     |     |     |     |     | 3   |     | 35     |
| 14  | Victor Carbone      |     | 7   |     |      |     |     |     |     |     |     |     |     | 26     |
| 15  | Mikaël Grenier      |     |     | 7   |      |     |     |     |     |     |     |     |     | 26     |
| 16  | Jimmy Simpson       |     |     |     | 7    |     |     |     |     |     |     |     |     | 26     |
| 17  | Chase Austin        |     |     |     | 8    |     |     |     |     |     |     |     |     | 24     |
| 18  | Ethan Ringel        | 9   |     |     |      |     |     |     |     |     |     |     |     | 22     |
| 19  | Dalton Kellett      |     |     |     |      |     |     |     |     |     | 10  |     |     | 20     |
| Pos | Rijder              | STP | BAR | LBH | INDY | MIL | IOW | POC | TOR | MOH | BAL | HOU | FON | Punten |

| Kleur       | Resultaat                       |
| ----------- | ------------------------------- |
| Goud        | Winnaar                         |
| Zilver      | 2de plaats                      |
| Brons       | 3de plaats                      |
| Groen       | 4de en 5de plaats               |
| Lichtblauw  | 6de–10de plaats                 |
| Donkerblauw | Gefinisht (buiten de Top 10)    |
| Paars       | Niet gefinisht                  |
| Rood        | Niet gekwalificeerd (DNQ)       |
| Bruin       | Teruggetrokken (Wth)            |
| Zwart       | Gediskwalificeerd (DSQ)         |
| Wit         | Niet Gestart (DNS)              |
| Blank       | Nam geen deel aan de race (DNP) |
| Blank       | Niet geracet                    |

| Toegevoegde info    |                                                      |
| vet                 | Pole positie (1 punt)                                |
| cursief             | Snelste ronde                                        |
| *                   | Meeste ronden aan de leiding (2 punten)              |
| 1                   | Kwalificatie geannuleerd geen bonuspunten uitgedeeld |
| Rookie van het Jaar |                                                      |
| Rookie              |                                                      |

| Kleur       | Resultaat                       |
| ----------- | ------------------------------- |
| Goud        | Winnaar                         |
| Zilver      | 2de plaats                      |
| Brons       | 3de plaats                      |
| Groen       | 4de en 5de plaats               |
| Lichtblauw  | 6de–10de plaats                 |
| Donkerblauw | Gefinisht (buiten de Top 10)    |
| Paars       | Niet gefinisht                  |
| Rood        | Niet gekwalificeerd (DNQ)       |
| Bruin       | Teruggetrokken (Wth)            |
| Zwart       | Gediskwalificeerd (DSQ)         |
| Wit         | Niet Gestart (DNS)              |
| Blank       | Nam geen deel aan de race (DNP) |
| Blank       | Niet geracet                    |

| Toegevoegde info    |                                                      |
| vet                 | Pole positie (1 punt)                                |
| cursief             | Snelste ronde                                        |
| *                   | Meeste ronden aan de leiding (2 punten)              |
| 1                   | Kwalificatie geannuleerd geen bonuspunten uitgedeeld |
| Rookie van het Jaar |                                                      |
| Rookie              |                                                      |

| Positie | 1  | 2  | 3  | 4  | 5  | 6  | 7  | 8  | 9  | 10 | 11 | 12 | 13 | 14 | 15 | 16 | 17 | 18 | 19 | 20 | 21 | 22 | 23 | 24 | 25 | 26 | 27 | 28 | 29 | 30 | 31 | 32 | 33 |
| ------- | -- | -- | -- | -- | -- | -- | -- | -- | -- | -- | -- | -- | -- | -- | -- | -- | -- | -- | -- | -- | -- | -- | -- | -- | -- | -- | -- | -- | -- | -- | -- | -- | -- |
| Punten  | 50 | 40 | 35 | 32 | 30 | 28 | 26 | 24 | 22 | 20 | 19 | 18 | 17 | 16 | 15 | 14 | 13 | 12 | 12 | 12 | 12 | 12 | 12 | 12 | 10 | 10 | 10 | 10 | 10 | 10 | 10 | 10 | 10 |

1986 ·
1987 ·
1988 ·
1989 ·
1990 ·
1991 ·
1992 ·
1993 ·
1994 ·
1995 ·
1996 ·
1997 · 
1998 ·
1999 ·
2000 ·
2001 ·
2002 ·
2003 ·
2004 ·
2005 ·
2006 ·
2007 ·
2008 ·
2009 ·
2010 ·
2011 ·
2012 ·
2013 ·
2014 ·
2015 ·
2016 ·
2017 ·
2018 ·
2019 ·
2020 ·
2021 ·
2022 ·
2023 ·
2024 ·
2025

Lijst van coureurs